# Johann Knobloch (Mediziner)

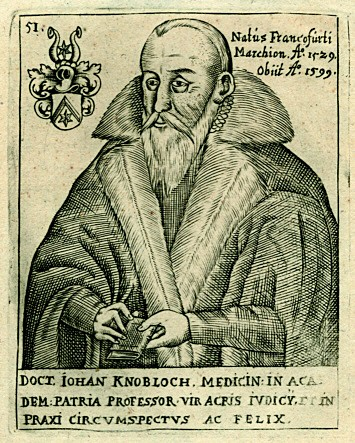
Porträt Johann Knoblochs in einer Gedenkschrift

Johann Knobloch (latinisiert Io(h)annes Cnoblochus, * 24. Juni 1520 in Frankfurt (Oder); † 1599 ebenda an der Pest) war ein deutscher Mediziner.

## Leben
Knobloch studierte Medizin an der Brandenburgischen Universität Frankfurt als Schüler von Jodocus Willich, später in Wittenberg und Padua, wo er am 7. Juli 1556 die Doktorwürde erlangte. Er wurde der Nachfolger des ersten Lehrstuhlinhabers für Anatomie in Frankfurt (Oder), Heinrich Eggeling. Während der folgenden Jahrzehnte machte er sich um die Bekämpfung der Pest verdient und wurde anerkannter Spezialist. Er war viermal Dekan der Medizinischen Fakultät und dreimal Rektor der Universität. Er starb im hohen Alter selbst an der Pest.